# Halve marathon van Egmond 2020
De 47e editie van de halve marathon van Egmond vond plaats op zondag 12 januari 2020. De weersomstandigheden waren deze editie gemiddeld. Met een windkracht 6 beaufort.
Bij de mannen ging de overwinning naar de Belgische Bashir Abdi in 1:08.23. Tweede werd de Keniaan Allan Biwott in 1:08.49 en derde werd, tevens de eerste Nederlander Mohamed Ali in 1:08.59. Bij de vrouwen won de Ethiopische Tsehay Gemechu in 1:20.29, tweede werd de Keniaan Linet Masai op een kleine minuut achterstand in 1:21.17 binnen en derde werd Tadelech Bekele in 1:23.00 uit Ethiopië.
Naast de halve marathon kende het evenement een wedstrijd met als afstand een kwart marathon (10,5 km).

## Uitslagen

### Mannen[2]
| pos. | atleet            | land      | tijd    |
| ---- | ----------------- | --------- | ------- |
| 1    | Bashir Abdi       | België    | 1:08.23 |
| 2    | Allan Biwott      | Kenia     | 1:08.49 |
| 3    | Mohamed Ali       | Nederland | 1:08.59 |
| 4    | Noah Schutte      | Nederland | 1:09.09 |
| 5    | Frank Futselaar   | Nederland | 1:09.25 |
| 6    | Bernard Rotich    | Kenia     | 1:09.39 |
| 7    | Khalid Choukoud   | Nederland | 1:10.01 |
| 8    | Michel Butter     | Nederland | 1:10.07 |
| 9    | Gianluca Assorgia | Nederland | 1:10.14 |
| 10   | Roy Hoornweg      | Nederland | 1:10.28 |
| 11   | Mikael Ekvall     | Zweden    | 1:10.32 |
| 12   | Kalid Amin        | Nederland | 1:10.46 |
| 13   | Yakoub Labquira   | Marokko   | 1:11.00 |
| 14   | Björn Koreman     | Nederland | 1:11:01 |
| 15   | Bart van Nunen    | Nederland | 1:11.04 |

### Vrouwen[2]
| pos. | atleet             | land      | tijd    |
| ---- | ------------------ | --------- | ------- |
| 1    | Tsehay Gemechu     | Ethiopië  | 1:20.29 |
| 2    | Linet Masai        | Kenia     | 1:21.17 |
| 3    | Tadelech Bekele    | Ethiopië  | 1:23.00 |
| 4    | Bo Ummels          | Nederland | 1:24.01 |
| 5    | Jill Holterman     | Nederland | 1:24.22 |
| 6    | Andrea Deelstra    | Nederland | 1:25.07 |
| 7    | Lotte Krause       | Nederland | 1:25.43 |
| 8    | Tirza van der Wolf | Nederland | 1:25.53 |
| 9    | Lysanne Wilkens    | Nederland | 1:26.27 |
| 10   | Jacelyn Gruppen    | Nederland | 1:26.31 |
| 11   | Mireille Baart     | Nederland | 1:27.33 |
| 12   | Kim Geypen         | België    | 1:28.46 |
| 13   | Ingrid Klaassen    | Nederland | 1:29.33 |
| 14   | Marlene de Boer    | Nederland | 1:29.50 |
| 15   | Marije Peters      | Nederland | 1:29.52 |

1973 ·
1974 ·
1975 ·
1976 ·
1977 ·
1978 ·
1979 ·
1980 ·
1981 ·
1982 ·
1983 ·
1984 ·
1985 ·
1986 ·
1987 ·
1988 ·
1989 ·
1990 ·
1991 ·
1992 ·
1993 ·
1994 ·
1995 ·
1996 ·
1997 ·
1998 ·
1999 ·
2000 ·
2001 ·
2002 ·
2003 ·
2004 ·
2005 ·
2006 ·
2007 ·
2008 ·
2009 ·
2010 ·
2011 ·
2012 ·
2013 ·
2014 ·
2015 ·
2016 ·
2017 ·
2018 ·
2019 ·
2020 ·
2021 ·
2022 ·
2023 ·
2024 ·
2025